# Othon IV de Bavière
Pour les articles homonymes, voir Otton VI.
Otton VI (3 janvier 1307 – 14 décembre 1334 à Munich) est un duc de Basse-Bavière de la Maison de Wittelsbach. Il règne de 1310 à sa mort, conjointement avec son frère Henri XIV.
Otton VI épouse Richardis de Juliers, fille du duc Guillaume Ier. Ils ont un seul enfant connu, Albert, né en 1332 et mort avant son père.